# کرم‌های آرواره‌دار
کرم‌های آرواره‌دار شاخه‌ای از جانوران را تشکیل می‌دهند. نام علمی این شاخه دهان‌فک‌تباران (Gnathostomulida) است. دهان‌فک‌تباران شاخه‌ای از سلسلهٔ جانوران که به کمک آرواره‌های حلقی و با تراشیدن باکتری‌ها و قارچ‌های سطح بستر غذای خود را به دست می‌آورند؛ حلق آنها به رودهٔ کور ختم می‌شود و فاقد مخرج هستند و به همین دلیل آنها را گروه خواهری شاخهٔ پهن‌کرم‌تباران در نظر می‌گیرند.